# Suspended Animation
A Suspended Animation John Petrucci első szólólemeze, mely 2005. március 1-jén jelent meg a Sound Mind Music kiadásában. A lemezen teljes egészében instrumentális muzsika hallható. A dalokat Petrucci írta, a dobokat Dave DiCenso, míg a basszusgitárt Dave LaRue játszotta fel. DiCenso korábban a Duran Duran, a Cro-Mags és Steve Morse oldalán is turnézott, míg LaRue a Dixie Dregs tagjaként vált ismertté. A Glasgow Kiss és a Damage Control dalok rendre előkerültek a G3 koncerteken is, ahol már Mike Portnoy ült a dobok mögött. Az album pozitív kritikákban részesült, melynek dalaiban Petrucci nemcsak magas szintű technikai felkészültségét demonstrálta, de dalszerzői képességeit is bizonyította.

## Számlista
Az összes dal szerzője John Petrucci. 
| 1.    | Jaws of Life      | 7:29  |
| 2.    | Glasgow Kiss      | 7:48  |
| 3.    | Tunnel Vision     | 6:35  |
| 4.    | Wishful Thinking  | 7:28  |
| 5.    | Damage Control    | 9:15  |
| 6.    | Curve             | 6:22  |
| 7.    | Lost Without You  | 4:56  |
| 8.    | Animate-Inanimate | 11:38 |
| 61:31 |                   |       |

## Közreműködők
- John Petrucci – gitár, producer
- Dave DiCenso – dob (kivéve a 3. dalban)
- Tony Verderosa – elektromos dob a 3. dalban
- Dave LaRue – basszusgitár (kivéve a 3. dalban)
- Tim LeFebvre – basszusgitár a 3. dalban
- Doug Oberkircher – hangmérnök
- Steve Hardy – hangmérnök
- Kevin Shirley – keverés
- Howie Weinberg – maszter